# Chaetonotus balsamoae
Chaetonotus balsamoae is een buikharige uit de familie Chaetonotidae. De wetenschappelijke naam van de soort werd in 1997 voor het eerst geldig gepubliceerd door Kisielewski. De soort wordt in het ondergeslacht Hystricochaetonotus geplaatst.